# Pulverhofpark
Koordinaten: 53° 35′ 46″ N, 10° 8′ 10,9″ O

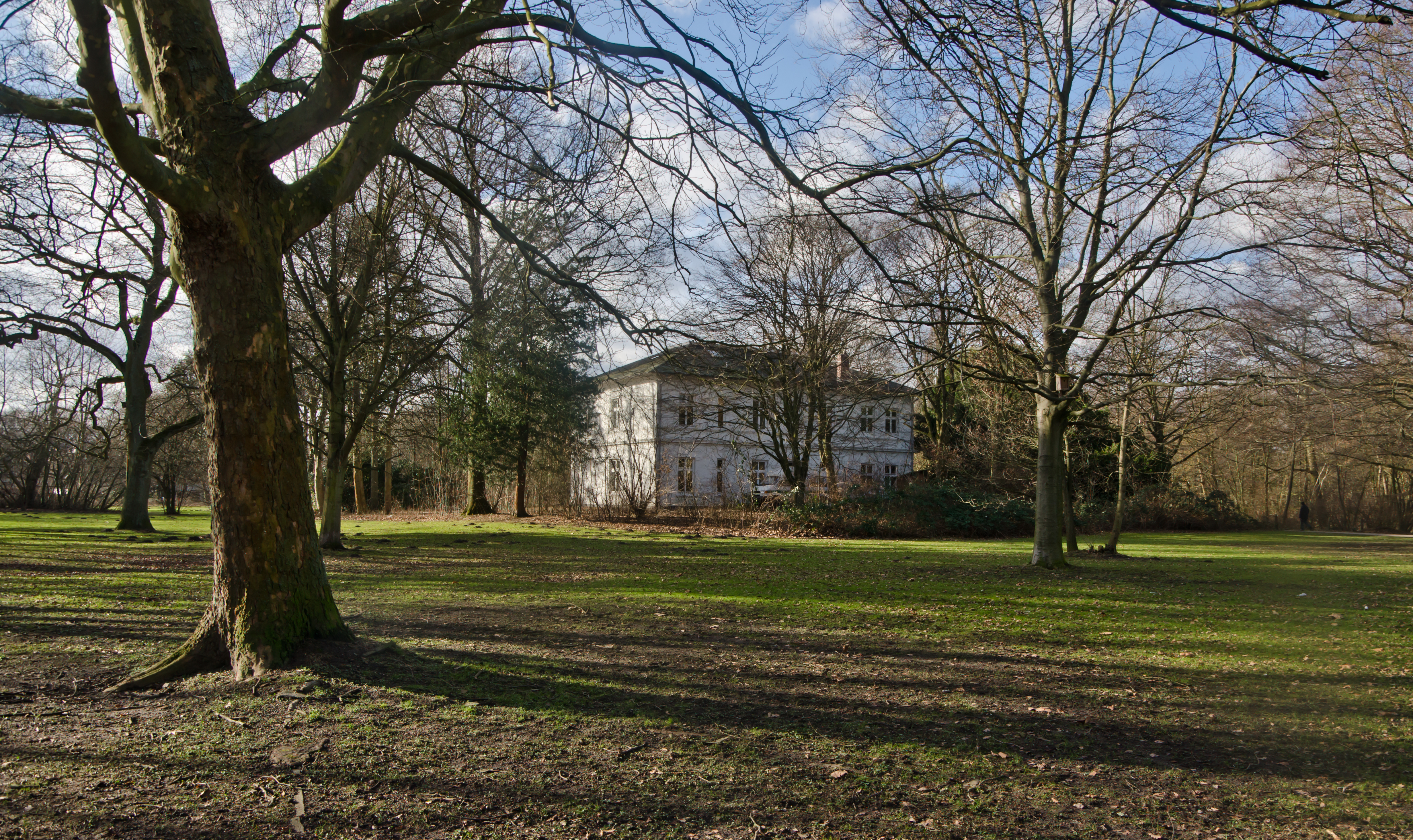
Pulverhofpark mit ehemaligem Herrenhaus, 2014

Der Pulverhofpark ist eine etwa 6 ha große, denkmalgeschützte, öffentliche Grünanlage im Hamburger Stadtteil Rahlstedt.

## Lage und Beschreibung
Der Park erstreckt sich westlich der Straße „Am Pulverhof“ und nordöstlich der Stein-Hardenberg-Straße. Nach Norden ist der Park größtenteils durch die Siedlungen an der Paracelsusstraße und die Paracelsusschule begrenzt. Ein schmaler, zum Teil nur 20 Meter breiter Streifen des Parks reicht östlich der Schule bis an die Scharbeutzer Straße im Norden. Der Park wird von Ost nach West durch die Wandse durchflossen. Der Park wurde im Stil eines englischen Landschaftsgartens angelegt und umfasst neben Platanen, Kiefern, Säuleneichen auch Tulpenbäume und einen amerikanischen Amberbaum.

## Geschichte

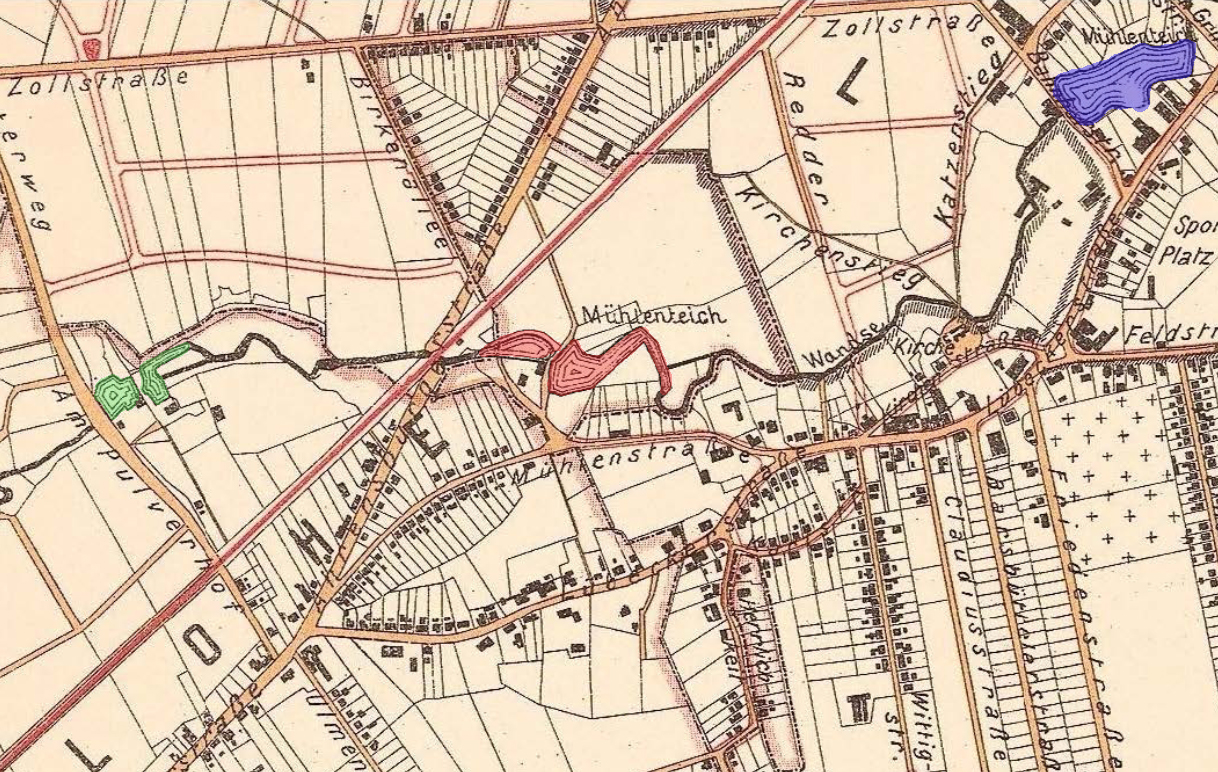
Der frühere Mühlenteich der Pulverhofmühle in grün (um 1919)

Die Wandse wurde hier im Spätmittelalter zu einem Mühlenteich aufgestaut, um das Wasserrad einer Pulvermühle anzutreiben. Historisch lag dieser Teich am Westrand des heutigen Parks (siehe grüne Hervorhebung auf der Karte von 1919). Die 1581 erstmals erwähnte Mühle wurde mehrmals durch Feuer oder Hochwasser zerstört. Nach einem Brand 1890 wurde sie nicht wieder aufgebaut. Das Anwesen wurde im gleichen Jahr an Johann Schmidt verkauft, der das bis heute erhaltene Herrenhaus errichten ließ. 1910 übernahm die Schwester Catharina das Anwesen und verkaufte es 1914 an Carl Friedrich Gustav Langenschmidt der 1946 verstarb. Die Erben verkauften 1953 schließlich an die Stadt Hamburg. 1966 wurde ein neuer Teich weiter östlich (stromaufwärts) des alten Mühlenteichs angelegt. 1985 wurde das Gebäude des Herrenhauses zum Wohn- und Erholungsheim des Hamburger Spastikervereins. Der 1996 umbenannte Verein betreibt bis heute das Gebäude.
2005 begann eine schrittweise Renaturierung des Wasserlaufes: Zunächst wurde durch Entfernung einer ersten Staubohle am Ablaufbauwerk der Wasserspiegel im Pulverhofteich abgesenkt. 2014 beschloss die Bezirksversammlung Wandsbek, durch Entfernung einer weiteren Staubohle den Teich in eine naturnahe Auenlandschaft umzuwandeln. 2018 wurde unter Einbeziehung des ehemaligen Stauwehres eine Sohlgleite in der Wandse eingebaut, die eine Wanderung von Fischen wieder ermöglicht.

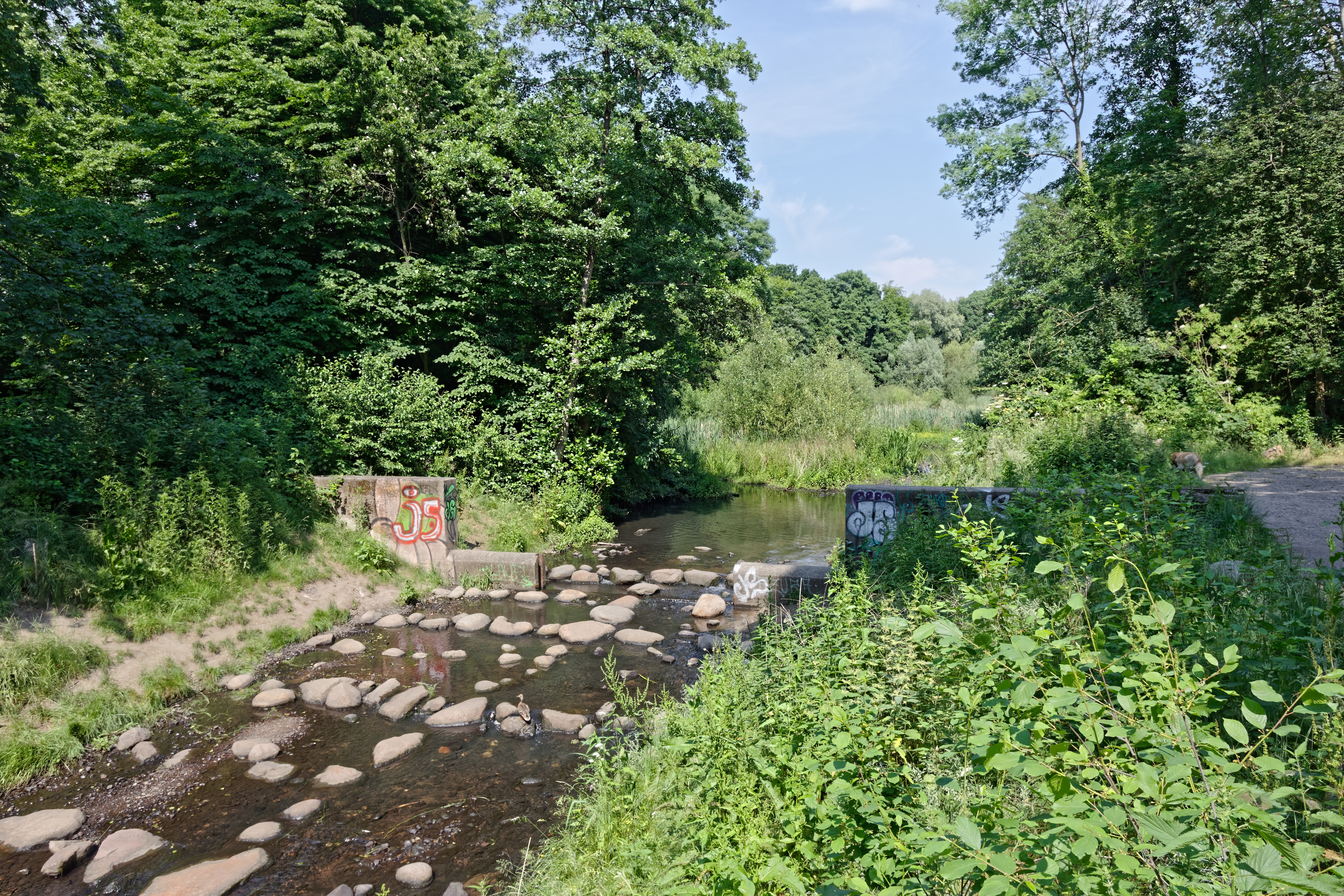
Sohlgleite im Sommer 2020
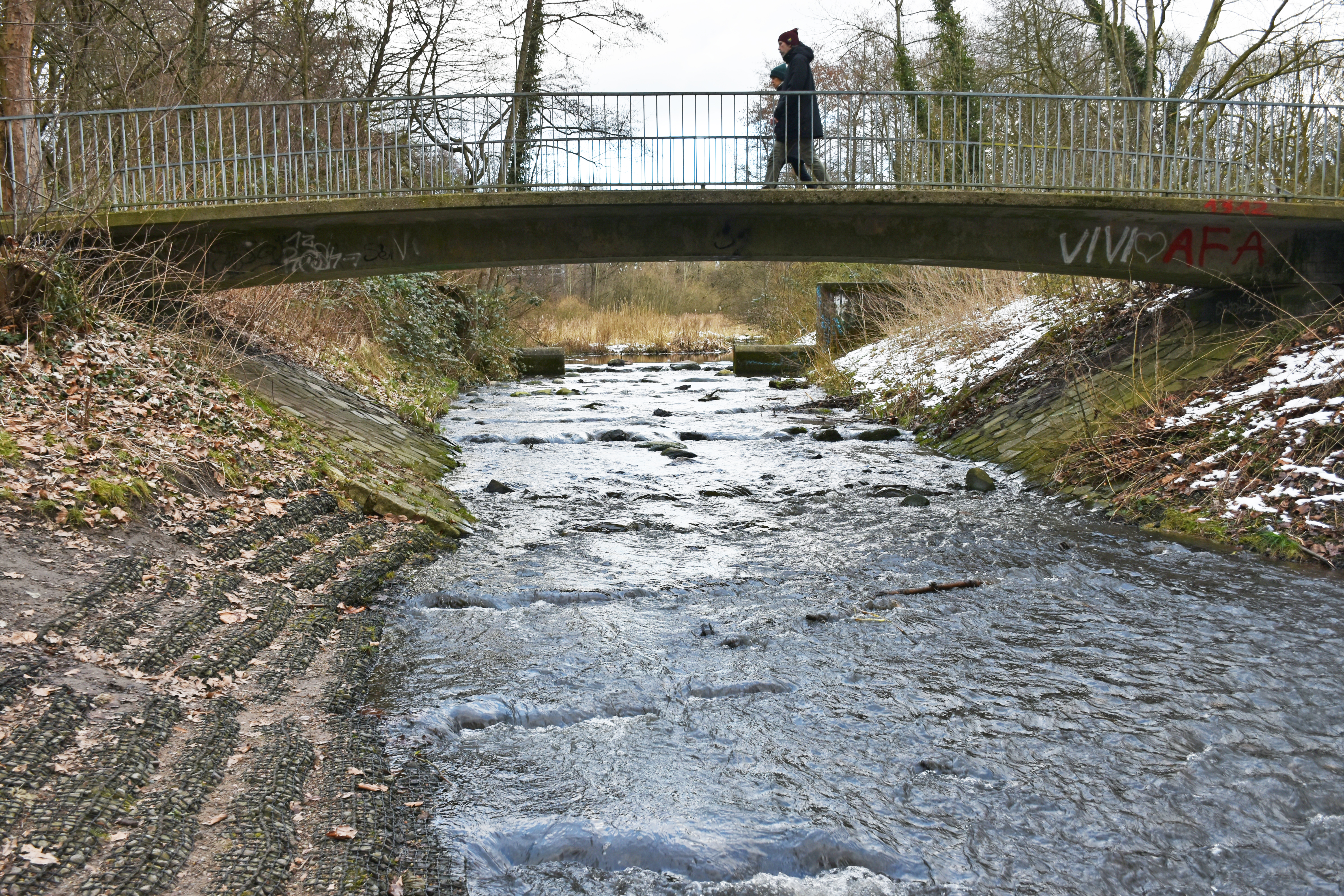
Wandsebrücke mit Sohlgleite 2023
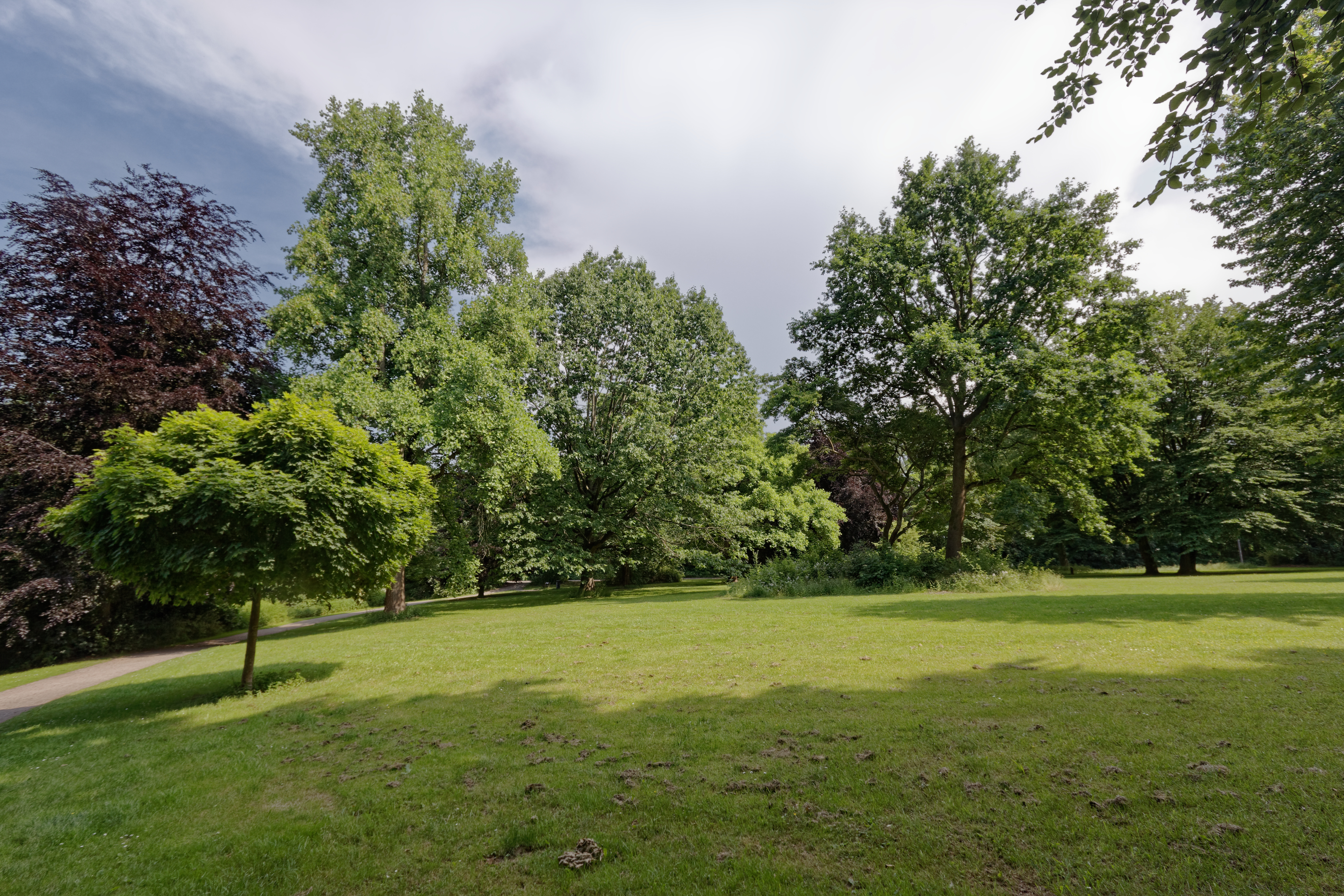
Pulverhofpark

## Verkehr
Der Park ist durch die Buslinie 26 des HVV, Haltepunkt Birkenallee und die Buslinie 27, Haltepunkt Paracelsusstraße, an den öffentlichen Nahverkehr angeschlossen.